# Протасович, Виктор Александрович
Ви́ктор Алекса́ндрович Протасович (1886—1966) — участник Белого движения на Юге России, полковник Дроздовской артиллерийской бригады.

## Биография
Из потомственных дворян Минской губернии. Сын офицера.
Окончил Псковский кадетский корпус (1903) и Михайловское артиллерийское училище (1905), откуда выпущен был подпоручиком в 37-ю артиллерийскую бригаду. Произведен в поручики 29 августа 1908 года. 5 марта 1911 года переведён в 9-ю Сибирскую стрелковую артиллерийскую бригаду. Произведён в штабс-капитаны 31 августа 1912 года.
В 1914 году держал экзамены в Николаевскую военную академию, однако 30 июля того же года был переведён в 28-ю артиллерийскую бригаду, с которой и вступил в Первую мировую войну. За боевые отличия был награждён орденом Св. Анны 4-й степени и удостоен Высочайшего благоволения. Произведен в капитаны 23 января 1916 года. Позднее был назначен командующим 3-й батареей 28-й артиллерийской бригады, а 12 октября 1917 года произведён в подполковники со старшинством с 3 апреля 1917 и с утверждением в должности.
В Гражданскую войну участвовал в Белом движении на Юге России. В июне 1918 года вступил рядовым в 3-ю артиллерийскую бригаду Добровольческой армии, где вскоре был назначен командиром 2-й батареи. С 13 апреля 1919 года был назначен командиром 2-го дивизиона Дроздовской артиллерийской бригады, а затем — командиром 1-го дивизиона той же бригады. Был тяжело ранен в бою за хутор Усть-Койсугский 10 января 1920 года. После Новороссийской эвакуации — в Русской армии до эвакуации Крыма. Произведен в полковники с 16 июня 1920 года. За боевые отличия в Северной Таврии награждён орденом Св. Николая Чудотворца. Галлиполиец. Осенью 1925 года — в составе Дроздовского артиллерийского дивизиона на Корсике.
В эмиграции в Болгарии, затем во Франции. В 1931 году — помощник командира Дроздовского артиллерийского дивизиона в Париже. На протяжении многих лет входил в правление Общества галлиполийцев во Франции, с 1952 года состоял председателем Дроздовского объединения во Франции, в 1956—1964 годах был начальником 1-го отдела Русского общевоинского союза. Кроме того, в разные годы состоял членом правления Комитета помощи престарелым русским воинам, членом правления Союза российских кадетских корпусов, председателем комитета Российского национального союза в Париже, вице-председателем Общекадетского объединения во Франции (с 1950) и вице-председателем Объединения офицеров-артиллеристов во Франции. В 1955 году стал одним из инициаторов открытия Дома отдыха Белого воина в Монфермей и некоторое время был его заведующим.
Последние годы жизни провёл в Доме русских военных инвалидов в Монморанси, где и скончался в 1966 году. Похоронен на дроздовском участке кладбища Сент-Женевьев-де-Буа. Был женат.

## Награды
- Орден Святого Станислава 3-й ст. (ВП 6.12.1909)
- Орден Святой Анны 3-й ст. (ВП 22.02.1913)
- Орден Святой Анны 4-й ст. с надписью «за храбрость» (ВП 26.10.1914)
- Орден Святого Станислава 2-й ст. с мечами (ВП 21.07.1915)
- Орден Святой Анны 2-й ст. с мечами (ВП 25.04.1916)
- мечи и бант к ордену Святого Станислава 3-й ст. (ВП 3.05.1916)
- Высочайшее благоволение «за отличия в делах против неприятеля» (ВП 13.01.1917)
- Орден Святого Владимира 4-й ст. с мечами и бантом (ВП 29.01.1917)
- Орден Святителя Николая Чудотворца (Приказ Главнокомандующего № 500, 31 октября 1921)